# Tango rock
El tango rock es un subgénero musical que se desarrolló en las década de 1970 y 1980. Enmarcado inicialmente dentro de corrientes más amplia, como el  tango de vanguardia y el rock progresivo, conformó su propio lenguaje y desarrolló varias líneas de características bien definidas. Los principales músicos están radicados en la Argentina, pero también se han desarrollado en Uruguay, otros países de América Latina, Estados Unidos y Francia.
La década de 1970 fueron la década más visible para la fusión, pero el estilo ha estado también bien representado durante épocas más recientes.

## Enfrentamiento entre el rock y el tango
El rock apareció a mediados de la década de 1950 en la Argentina, y a principios de los 60 en Uruguay, se difundió entre la juventud enfrentado generacionalmente al tango. A partir de la década de 1950 llegaría el rock internacional, luego surgirían una serie de artistas pop juveniles en 1959 bajo el eslogan la Nueva Ola, y a partir de 1967 estallaría el "rock nacional" con el tema "La balsa" de Los Gatos. Fueron estos los géneros que expresaron a una generación que se enfrentó fuertemente con la generación de sus padres, en aspectos relacionados con la sexualidad, la moral, la libertad personal, las ideas políticas y religiosas, y los gustos estéticos. En esa "brecha generacional", el rock y el "rock nacional" expresaban a una generación de jóvenes que rechazaban el tango, por relacionarla con la música de sus padres.
El dibujante Ricardo Cohen (alias Rocambole), conocido por sus tapas de la banda de rock Patricio Rey y sus Redonditos de Ricota, dice de aquel enfrentamiento entre el rock y el tango:

A nadie le interesaba el tango en esa época, por el contrario todos lo detestaban, el tango era la imagen de la paja, y creo que la irrupción del rock, cuando de repente lo conocemos, es una puerta que se nos abre para poder hacer mierda ese tango que nos hinchaba las pelotas y nos aplastaba.
Rocambole

La resistencia probablemente fue mayor desde el lado de los tangueros, que subestimaban al rock y lo veían como sólo otra "moda pasajera", tal como el mambo o el charleston y no lograron anticipar lo que se llamaría la 'década fatídica del tango'. Esta visión de superioridad se vería reflejada en letras como 'Susanita (Yo me quedo con el tango)' donde califica a los roqueros como 'petiteros' y 'Mambo' de Reinaldo Yiso donde se refiere al rock como 'Mucho ruido, pocas nueces, pura espuma' o 'Música Beat' de Enrique Cadícamo con música posteriormente compuesta por Daniel Melingo, que califica al rock como 

un tormento chino, un ruido de cuerdas que mataba, un tono y dominante insoportable, el cantor era un rope que ladraba

 o "Muchacho rana", de Tita Merello:

Avivate, estás a tiempo, pipistrelo,
aflojá con tu locura, mister Rock.
Dale el raje a ese rulito de tu pelo,
peinate, nene, como un varón.

Esto también se vería reflejado al menos en una ocasión, en la década de los 70, se convocó a los músicos más representativos de la época de ambos géneros, se trataba de una entrevista realizada por la revista Gente acerca de la división existente y solo Osvaldo Piro y Tania finalmente se presentaron mientras que del lado de los roqueros asistieron todos los convocados.

Otros ritmos pretendieron desplazar a nuestro tango,

te acordás del bugui-bugui y el ruidoso charlestón.

Mucho ruido, pocas nueces, pura espuma como el mambo,

fueron ritmos que pasaron pero el tango se quedó...

para mí eso no es baile, sólo es una chifladura

mezcla rara de acrobacia, combinada con el catch...

Ya en los primeros años de la década de 1960, con la primera rockmanía por una estrella local, del cantante Billy Cafaro, se manifestó ese enfrentamiento rock versus tango en la decisión de grabar un rock alemán de Hazy_Osterwald, llamado "Kriminal-Tango", que provocó serios enfrentamientos con los simpatizantes del tango, a tal punto que lo obligó a emigrar a España.

## Precursores
Sin embargo el tango no estaría ausente del sonido y las letras del rock nacional, como se llamó en Argentina el subgénero del rock latino cantado en español, desarrollado a partir de la segunda mitad de la década de 1960. Dice Pablo Cerone que:

...la juventud que adoptó el rock había crecido en casas donde sus padres escuchaban tango de la mañana a la noche.

Aún enfrentado al tango, la influencia del tango es visible en aquellos primeros temas de rock nacional argentino, como en “Yo vivo en esta ciudad” o “Che ciruja” de Miguel Cantilo, o “A estos hombres tristes” de Almendra, que integró al bandoneonista Rodolfo Mederos en su histórico primer álbum, o en “Ayer nomás” y “El mendigo de Dock Sud” de Moris, o “Avellaneda blues” de Manal. La herencia del tango, señala Cerone, era inevitable para los jóvenes roqueros, que había nacido escuchando tango y que hablaban y expresaban una ciudad culturalmente esculpida por el tango. Sin embargo, musicalmente los lazos entre el rock nacional y el tango aún eran débiles y poco sistemáticos.
A partir 1969 en Uruguay, el grupo El Kinto comienza a cantar rock en español y a fusionarlo con candombe. El candombe beat tuvo sus orígenes en esta agrupación y se popularizó gracias a la canción "las manzanas", de Rubén Rada que tuvo gran éxito dentro de la "movida beat" uruguaya. En 1971 el grupo Opus Alfa surge dentro de la música beat incorporado diversos estilos, como el barroco; la música celta,  y entre éstos, el tango, rompiendo así la brecha cultural existente entre la juventud de entonces y la generación anterior, marcada por el tango. En 1977, Jaime Roos introduce en Uruguay la murga beat y el concepto de "tanguez" comienza a transversalizar la música uruguaya y rioplatense en todos sus géneros, incluido el rock. El concepto es usado por Opus Alfa, para su tema homónimo pero se empieza a popularizar en la canción "Para la ciudad de Montevideo" de Daniel Amaro.

## Los fundadores
En 1960 Los TNT incorporan elementos del tango en su canción "a Buenos Aires" del disco los fabulosos TNT. En 1969, el conjunto tanguero uruguayo Camerata de Tango, integrado por Manolo Guardia y Federico García Vigil, graba su primer disco Chau che, incorporando elementos del jazz y del rock, ese mismo año el grupo beat uruguayo Los Shakers, incorpora un bandoneón y sonido tanguero en su canción Mas Largo Que El Ciruela, sin embargo el encuentro entre el tango y el rock recibió un impulso decisivo cuando el músico tanguero Astor Piazzolla y su conjunto electrónico grabó Libertango en Italia, en 1974. El impacto fue enorme en la juventud roquera y sobre todos en los músicos que estaban delineando los primeros pasos del "rock nacional".

Del tango interpretado con guitarra, bajo y piano eléctricos a los elaborados arreglos del rock sinfónico en su apogeo no parecía haber una distancia musical tan grande: el año en que ambos estilos se encontraron es 1976.

Cerone señala que la primera obra de tango rock es el álbum El jardín de los presentes, el tercero de Invisible, banda liderada por Luis Alberto Spinetta junto a Pomo Lorenzo, Machi Rufino y Tomás Gubitsch, que incorpora como invitados para este trabajo al tecladista proveniente del jazz Gustavo Moretto y a tangueros como los bandoneonistas a Rodolfo Mederos y Juan José Mossalini. Cerone cita como ejemplo del tango rock "Los libros de la buena memoria", "El anillo del Capitán Beto" y "Las golondrinas de Plaza de Mayo".
Spinetta reflexiona en el libro de Berti sobre ese nuevo estilo que entonces tomó el nombre de "tango rock", y que el líder de Invsible relacionaba también con experiencias musicales de vanguardia como las que llevaba adelante en ese momento Astor Piazzolla (Gubitsch se sumaría al Octeto de Piazzolla al año siguiente), y músicos como Daniel Binelli, Jorge Pinchevsky, Dino Saluzzi. Spinetta dice también que dentro del rock, Sui Generis había compuesto el tema "Tango en segunda" y Litto Nebbia también experimentaba con sonidos tangueros.

Creo que todos estábamos un poco saturados del rock más tradicional y elemental.
Luis Alberto Spinetta.

En el origen del tango rock, como género, también se encuentra Gustavo Moretto. Moretto se había separado en 1974 de Alma y Vida, banda precursora en Argentina de la fusión del jazz rock, para formar un trío llamado Alas para buscar un sonido en el que se fusionaran el jazz, el rock y el tango, en la línea evolutiva que estaba marcando Astor Piazzolla. Cuenta el productor Miguel Grinberg en su libro 25 años de rock que:

Dos de los mayores impactados por el espíritu piazzoleano, fueron Luis Alberto Spinetta y Gustavo Moretto. Fue una especie de amor a primera vista ya que durante un "Almuerzo con Mirtha Legrand" por TV, Piazzolla no escatimó elogios para esos músicos.

Cerone cita también a un tercer gran fundador del género, Charly García, "el artista que llevaba en sí la influencia tanguera más fuerte. García ya había compuesto temas influenciado por el tango, como "Cuando ya me empiece a quedar solo, "Hipercandombe", con La Máquina de Hacer Pájaros en 1977 y "Separata", con Serú Girán en 1978. Pero es en el álbum La grasa de las capitales (1979), de Seru Giran, donde "el ADN tanguero de García se expone abiertamente", en temas como "Perro andaluz", "Viernes 3 AM" y "Los sobrevivientes".
Cerone sostiene que el origen del "tango rock" tiene que ver con la nostalgia y la tristeza tomadas del tango para expresar los sentimientos de desolación generados en la sociedad durante el horror causado por «la Dictadura Cívico-Militar» que tomó el poder del país entre 1976 y 1983.

## Democracia
La alegría social que trajo la recuperación de la Democracia a fines de 1983, conspiró contra la difusión del tango rock. 

Las bandas icónicas de aquellos años muestran escasa o nula influencia tanguera: Los Abuelos de la Nada, Soda Stereo, Virus, G.I.T..

De todos modos el género permaneció en varios músicos de la Trova Rosarina, como Juan Carlos Baglietto, Fito Páez ("Giros", "Carabelas nada") y Jorge Fandermole, así como Miguel Cantilo (“Mateína”) y Spinetta Jade en Bajo Belgrano, etc.
Sumo tiene una versión reggae del clásico tango "Cambalache" su tema "Mañana en el Abasto", tiene fuertes componentes tangueros. En 1985, Los Estómagos graban Tango que me hiciste mal, incorporando su versión punk rock de Cambalache y mostrando algunas influencias
tangueras en "Avril". Patricio Rey y sus Redonditos de Ricota también muestra algunas influencias tangueras en temas como "Blues de la artillería" y "Roto y mal parado". A final de la década, en 1989 La Tabaré Riverock Banda, muestra su acercaminto (o lejanía) al tango dentro del rock contracultural uruguayo, con su disco Rocanrol del arrabal.

## Los '90
En los años '90, en el marco de una tendencia general del rock argentino de "replegarse hacia el barrio, al culto del aguante, la marihuana y el odio a la policía, así como a temáticas que hasta entonces raramente le habían interesado (¡el fútbol!)", varias bandas incluyen tangos tradicionales en su cancionero, como "Yira, yira" por Los Piojos -que también fusionó ritmos rioplatenses como el candombe-, "Tomo y obligo" por Moris, "Por una cabeza" por Los Pericos, "Naranjo en flor" y "Cafetín de Buenos Aires" por Andrés Calamaro. En 1991, Nacha Guevara publica Heavy Tango, álbum de tango rock en el que versiona clásicos de compositores como Enrique Santos Discépolo al estilo del hair metal de Bon Jovi. Fue ampliamente criticado por la prensa especializada. En 1992, Los Visitantes editan su disco Salud universal, una combinación de rock guitarrero y tango. En 1994 las influencias tangueras son marcadas dentro del primer disco de la banda uruguaya La Trampa, Toca y obliga, aspecto que acompañaría  a la banda durante toda su carrera.

## Últimos años
Varias bandas a su vez incluyeron ritmos tangueros como Bersuit Vergarabat en "Perro amor explota", Memphis La Blusera  en "La bifurcada", "Blues de las 6 y 30" y "Moscato, pizza y fainá", el grupo Callejeros además de la voz gardeliana de Patricio Santos Fontanet realizó los tangos "Desencuentro" (de Aníbal Troilo) y el tango rock "Límites", Los Fabulosos Cadillacs "Piazzolla" y "La vida". Litto Nebbia también tuvo un gran acercamiento al tango, grabando en 1993 un álbum con Virgilio Expósito (“Melódico”), en 1995 con Enrique Cadícamo y en 1998 con tangos clásicos de Gardel y Le Pera y propios. En la fusión del rock y el tango también se destacan músicos como Palo Pandolfo.
Siguiendo la línea de Callejeros, han surgido grupos de estética más tanguera o estrictamente tanguera, que además en su compás tienden al tango, como Los Gardelitos. En 2004, la banda uruguaya El Fuerte Punto Baz gana trascendencia gracias a su versión roquera del tango «Mano a mano» que incluiría como bonus track en su primer disco. En 2018 el cantante de Buitres Después de la Una, Gabriel Peluffo, lanza su primer disco solista titulado Tango & rock & roll, con músicos invitados de ambos géneros. 
El heavy metal rioplatense, por su parte también ha incorporado al tango desde sus comienzos, ya sea en la versión de Cambalache hecha por Hermética o en varios temas de la banda como por ejemplo; En las Calles de Liniers, posteriormente el grupo Almafuerte incorporó al tango dentro de su repertorio, con varias composiciones propias, como La llaga; Hoy es, Sé vos, etc. En Uruguay los aspectos más pesados del rock se dan la mano con el tango dentro del grupo Pecho e' Fierro, que en su revisión tradicionalista lo incorpora, especialmente en su primer disco Por ser pocos en las canciones Tristes independientes y Sin fin.
Nuevas manifestaciones modernas de tango rock, se dan dentro de grupos como La Yuyo Pangare , una banda con fuerte identidad rioplatense, que junto a  otros grupos como Arraigo, y Fango son los referentes actuales de este género
Más recientemente, aparecieron subgéneros del tango rock, como el tango electrónico, del Gotan Project y Bajofondo.